# Тулуза-8
Тулуза-8 (фр. Toulouse-8, окс. Tolosa-8) — кантон во Франции, находится в регионе Юг — Пиренеи, департамент Верхняя Гаронна. Входит в состав округа Тулуза.
Код INSEE кантона — 3143. Всего в состав кантона Тулуза-8 входит 10 коммун, из них главной коммуной является Тулуза.

## Население
Население кантона на 2011 год составляло 52 314 человек.
| 1968 | 1975 | 1982 | 1990 | 1999 | 2006   | 2011   |
| ---- | ---- | ---- | ---- | ---- | ------ | ------ |
| —    | —    | —    | —    | —    | 51 452 | 52 314 |

## Коммуны кантона
| Коммуна       | Население, чел. (2010) | Код INSEE | Почтовый индекс                          |
| ------------- | ---------------------- | --------- | ---------------------------------------- |
| Бальма        | 13 474                 | 31044     | 31130                                    |
| Бопюи         | 1275                   | 31053     | 31850                                    |
| Дремиль-Лафаж | 2473                   | 31163     | 31280                                    |
| Кен-Фонсгрив  | 4850                   | 31445     | 31130                                    |
| Мон           | 1455                   | 31355     | 31280                                    |
| Мондузиль     | 239                    | 31352     | 31850                                    |
| Монрабе       | 3585                   | 31389     | 31850                                    |
| Пен-Бальма    | 887                    | 31418     | 31130                                    |
| Тулуза        | 441 802                | 31555     | 31000, 31100, 31200, 31300, 31400, 31500 |
| Флуренс       | 1791                   | 31184     | 31130                                    |